# Соли — Шифмана тема
Те́ма Соли — Шифмана — тема в шаховій композиції триходового жанру. Суть теми — тематична лінія дії білої фігури замаскована іншою білою фігурою і при створенні загрози білі додатково перекривають цю лінію без наміру її відкривати на наступних ходах, тому чорні першим ходом знищують маскувальну фігуру з наміром відкрити лінію без шкоди для себе, а тоді білі наступним ходом змушують чорних на шкоду собі відкрити цю тематичну лінію, але вже в інший спосіб, ніж мали намір. 

## Історія
Ідею запропонували два шахових композитора — Пентті Сола (28.05.1907 — 09.04.1940) з Фінляндії і Ізраїль Шифман (27.09.1903 — 29.04.1930) з Румунії. Завдяки їхній співпраці була відкрита цікава ідея, яка базується на анігіляції білих фігур.
В початковій позиції тематична лінія дії білої фігури замаскована іншою фігурою, тобто на цій лінії стоїть біла фігура. Після першого ходу білих виникає загроза з додатковим перекриттям цієї лінії без наміру її відкривати на матуючому ході. Дивлячись на це, чорні захищаючись від загрози знищують маскувальну фігуру, яка стояла в початковій позиції на тематичній лінії, і мають намір без ризику подальшим ходом відкрити цю лінію. Тоді білі на другому ході  змушують чорних на їх же шкоду в інший спосіб, ніж мали намір, звільнити цю тематичну лінію і наступним ходом білі досягають мети.
Ідея дістала назву на честь її відкривачів — тема Соли — Шифмана. Ізраїль Шифман є автором ще кількох ідей — захист Шифмана-1, захист Шифмана-2, захист Шифмана-3.
|   | a | b | c | d | e | f | g | h |   |
| 8 | d8 білий кінь · e8 чорний король · b7 білий король · e7 чорний пішак · f7 білий кінь · g7 білий слон · c6 білий пішак · e6 білий пішак · d5 біла тура · g5 чорний пішак · a4 чорний пішак · b4 чорний пішак · c4 чорний пішак · d4 чорний пішак · b3 чорний ферзь · f3 білий пішак · g2 чорний слон · d1 білий слон · f1 біла тура | d8 білий кінь · e8 чорний король · b7 білий король · e7 чорний пішак · f7 білий кінь · g7 білий слон · c6 білий пішак · e6 білий пішак · d5 біла тура · g5 чорний пішак · a4 чорний пішак · b4 чорний пішак · c4 чорний пішак · d4 чорний пішак · b3 чорний ферзь · f3 білий пішак · g2 чорний слон · d1 білий слон · f1 біла тура | d8 білий кінь · e8 чорний король · b7 білий король · e7 чорний пішак · f7 білий кінь · g7 білий слон · c6 білий пішак · e6 білий пішак · d5 біла тура · g5 чорний пішак · a4 чорний пішак · b4 чорний пішак · c4 чорний пішак · d4 чорний пішак · b3 чорний ферзь · f3 білий пішак · g2 чорний слон · d1 білий слон · f1 біла тура | d8 білий кінь · e8 чорний король · b7 білий король · e7 чорний пішак · f7 білий кінь · g7 білий слон · c6 білий пішак · e6 білий пішак · d5 біла тура · g5 чорний пішак · a4 чорний пішак · b4 чорний пішак · c4 чорний пішак · d4 чорний пішак · b3 чорний ферзь · f3 білий пішак · g2 чорний слон · d1 білий слон · f1 біла тура | d8 білий кінь · e8 чорний король · b7 білий король · e7 чорний пішак · f7 білий кінь · g7 білий слон · c6 білий пішак · e6 білий пішак · d5 біла тура · g5 чорний пішак · a4 чорний пішак · b4 чорний пішак · c4 чорний пішак · d4 чорний пішак · b3 чорний ферзь · f3 білий пішак · g2 чорний слон · d1 білий слон · f1 біла тура | d8 білий кінь · e8 чорний король · b7 білий король · e7 чорний пішак · f7 білий кінь · g7 білий слон · c6 білий пішак · e6 білий пішак · d5 біла тура · g5 чорний пішак · a4 чорний пішак · b4 чорний пішак · c4 чорний пішак · d4 чорний пішак · b3 чорний ферзь · f3 білий пішак · g2 чорний слон · d1 білий слон · f1 біла тура | d8 білий кінь · e8 чорний король · b7 білий король · e7 чорний пішак · f7 білий кінь · g7 білий слон · c6 білий пішак · e6 білий пішак · d5 біла тура · g5 чорний пішак · a4 чорний пішак · b4 чорний пішак · c4 чорний пішак · d4 чорний пішак · b3 чорний ферзь · f3 білий пішак · g2 чорний слон · d1 білий слон · f1 біла тура | d8 білий кінь · e8 чорний король · b7 білий король · e7 чорний пішак · f7 білий кінь · g7 білий слон · c6 білий пішак · e6 білий пішак · d5 біла тура · g5 чорний пішак · a4 чорний пішак · b4 чорний пішак · c4 чорний пішак · d4 чорний пішак · b3 чорний ферзь · f3 білий пішак · g2 чорний слон · d1 білий слон · f1 біла тура | 8 |
| 7 | d8 білий кінь · e8 чорний король · b7 білий король · e7 чорний пішак · f7 білий кінь · g7 білий слон · c6 білий пішак · e6 білий пішак · d5 біла тура · g5 чорний пішак · a4 чорний пішак · b4 чорний пішак · c4 чорний пішак · d4 чорний пішак · b3 чорний ферзь · f3 білий пішак · g2 чорний слон · d1 білий слон · f1 біла тура | d8 білий кінь · e8 чорний король · b7 білий король · e7 чорний пішак · f7 білий кінь · g7 білий слон · c6 білий пішак · e6 білий пішак · d5 біла тура · g5 чорний пішак · a4 чорний пішак · b4 чорний пішак · c4 чорний пішак · d4 чорний пішак · b3 чорний ферзь · f3 білий пішак · g2 чорний слон · d1 білий слон · f1 біла тура | d8 білий кінь · e8 чорний король · b7 білий король · e7 чорний пішак · f7 білий кінь · g7 білий слон · c6 білий пішак · e6 білий пішак · d5 біла тура · g5 чорний пішак · a4 чорний пішак · b4 чорний пішак · c4 чорний пішак · d4 чорний пішак · b3 чорний ферзь · f3 білий пішак · g2 чорний слон · d1 білий слон · f1 біла тура | d8 білий кінь · e8 чорний король · b7 білий король · e7 чорний пішак · f7 білий кінь · g7 білий слон · c6 білий пішак · e6 білий пішак · d5 біла тура · g5 чорний пішак · a4 чорний пішак · b4 чорний пішак · c4 чорний пішак · d4 чорний пішак · b3 чорний ферзь · f3 білий пішак · g2 чорний слон · d1 білий слон · f1 біла тура | d8 білий кінь · e8 чорний король · b7 білий король · e7 чорний пішак · f7 білий кінь · g7 білий слон · c6 білий пішак · e6 білий пішак · d5 біла тура · g5 чорний пішак · a4 чорний пішак · b4 чорний пішак · c4 чорний пішак · d4 чорний пішак · b3 чорний ферзь · f3 білий пішак · g2 чорний слон · d1 білий слон · f1 біла тура | d8 білий кінь · e8 чорний король · b7 білий король · e7 чорний пішак · f7 білий кінь · g7 білий слон · c6 білий пішак · e6 білий пішак · d5 біла тура · g5 чорний пішак · a4 чорний пішак · b4 чорний пішак · c4 чорний пішак · d4 чорний пішак · b3 чорний ферзь · f3 білий пішак · g2 чорний слон · d1 білий слон · f1 біла тура | d8 білий кінь · e8 чорний король · b7 білий король · e7 чорний пішак · f7 білий кінь · g7 білий слон · c6 білий пішак · e6 білий пішак · d5 біла тура · g5 чорний пішак · a4 чорний пішак · b4 чорний пішак · c4 чорний пішак · d4 чорний пішак · b3 чорний ферзь · f3 білий пішак · g2 чорний слон · d1 білий слон · f1 біла тура | d8 білий кінь · e8 чорний король · b7 білий король · e7 чорний пішак · f7 білий кінь · g7 білий слон · c6 білий пішак · e6 білий пішак · d5 біла тура · g5 чорний пішак · a4 чорний пішак · b4 чорний пішак · c4 чорний пішак · d4 чорний пішак · b3 чорний ферзь · f3 білий пішак · g2 чорний слон · d1 білий слон · f1 біла тура | 7 |
| 6 | d8 білий кінь · e8 чорний король · b7 білий король · e7 чорний пішак · f7 білий кінь · g7 білий слон · c6 білий пішак · e6 білий пішак · d5 біла тура · g5 чорний пішак · a4 чорний пішак · b4 чорний пішак · c4 чорний пішак · d4 чорний пішак · b3 чорний ферзь · f3 білий пішак · g2 чорний слон · d1 білий слон · f1 біла тура | d8 білий кінь · e8 чорний король · b7 білий король · e7 чорний пішак · f7 білий кінь · g7 білий слон · c6 білий пішак · e6 білий пішак · d5 біла тура · g5 чорний пішак · a4 чорний пішак · b4 чорний пішак · c4 чорний пішак · d4 чорний пішак · b3 чорний ферзь · f3 білий пішак · g2 чорний слон · d1 білий слон · f1 біла тура | d8 білий кінь · e8 чорний король · b7 білий король · e7 чорний пішак · f7 білий кінь · g7 білий слон · c6 білий пішак · e6 білий пішак · d5 біла тура · g5 чорний пішак · a4 чорний пішак · b4 чорний пішак · c4 чорний пішак · d4 чорний пішак · b3 чорний ферзь · f3 білий пішак · g2 чорний слон · d1 білий слон · f1 біла тура | d8 білий кінь · e8 чорний король · b7 білий король · e7 чорний пішак · f7 білий кінь · g7 білий слон · c6 білий пішак · e6 білий пішак · d5 біла тура · g5 чорний пішак · a4 чорний пішак · b4 чорний пішак · c4 чорний пішак · d4 чорний пішак · b3 чорний ферзь · f3 білий пішак · g2 чорний слон · d1 білий слон · f1 біла тура | d8 білий кінь · e8 чорний король · b7 білий король · e7 чорний пішак · f7 білий кінь · g7 білий слон · c6 білий пішак · e6 білий пішак · d5 біла тура · g5 чорний пішак · a4 чорний пішак · b4 чорний пішак · c4 чорний пішак · d4 чорний пішак · b3 чорний ферзь · f3 білий пішак · g2 чорний слон · d1 білий слон · f1 біла тура | d8 білий кінь · e8 чорний король · b7 білий король · e7 чорний пішак · f7 білий кінь · g7 білий слон · c6 білий пішак · e6 білий пішак · d5 біла тура · g5 чорний пішак · a4 чорний пішак · b4 чорний пішак · c4 чорний пішак · d4 чорний пішак · b3 чорний ферзь · f3 білий пішак · g2 чорний слон · d1 білий слон · f1 біла тура | d8 білий кінь · e8 чорний король · b7 білий король · e7 чорний пішак · f7 білий кінь · g7 білий слон · c6 білий пішак · e6 білий пішак · d5 біла тура · g5 чорний пішак · a4 чорний пішак · b4 чорний пішак · c4 чорний пішак · d4 чорний пішак · b3 чорний ферзь · f3 білий пішак · g2 чорний слон · d1 білий слон · f1 біла тура | d8 білий кінь · e8 чорний король · b7 білий король · e7 чорний пішак · f7 білий кінь · g7 білий слон · c6 білий пішак · e6 білий пішак · d5 біла тура · g5 чорний пішак · a4 чорний пішак · b4 чорний пішак · c4 чорний пішак · d4 чорний пішак · b3 чорний ферзь · f3 білий пішак · g2 чорний слон · d1 білий слон · f1 біла тура | 6 |
| 5 | d8 білий кінь · e8 чорний король · b7 білий король · e7 чорний пішак · f7 білий кінь · g7 білий слон · c6 білий пішак · e6 білий пішак · d5 біла тура · g5 чорний пішак · a4 чорний пішак · b4 чорний пішак · c4 чорний пішак · d4 чорний пішак · b3 чорний ферзь · f3 білий пішак · g2 чорний слон · d1 білий слон · f1 біла тура | d8 білий кінь · e8 чорний король · b7 білий король · e7 чорний пішак · f7 білий кінь · g7 білий слон · c6 білий пішак · e6 білий пішак · d5 біла тура · g5 чорний пішак · a4 чорний пішак · b4 чорний пішак · c4 чорний пішак · d4 чорний пішак · b3 чорний ферзь · f3 білий пішак · g2 чорний слон · d1 білий слон · f1 біла тура | d8 білий кінь · e8 чорний король · b7 білий король · e7 чорний пішак · f7 білий кінь · g7 білий слон · c6 білий пішак · e6 білий пішак · d5 біла тура · g5 чорний пішак · a4 чорний пішак · b4 чорний пішак · c4 чорний пішак · d4 чорний пішак · b3 чорний ферзь · f3 білий пішак · g2 чорний слон · d1 білий слон · f1 біла тура | d8 білий кінь · e8 чорний король · b7 білий король · e7 чорний пішак · f7 білий кінь · g7 білий слон · c6 білий пішак · e6 білий пішак · d5 біла тура · g5 чорний пішак · a4 чорний пішак · b4 чорний пішак · c4 чорний пішак · d4 чорний пішак · b3 чорний ферзь · f3 білий пішак · g2 чорний слон · d1 білий слон · f1 біла тура | d8 білий кінь · e8 чорний король · b7 білий король · e7 чорний пішак · f7 білий кінь · g7 білий слон · c6 білий пішак · e6 білий пішак · d5 біла тура · g5 чорний пішак · a4 чорний пішак · b4 чорний пішак · c4 чорний пішак · d4 чорний пішак · b3 чорний ферзь · f3 білий пішак · g2 чорний слон · d1 білий слон · f1 біла тура | d8 білий кінь · e8 чорний король · b7 білий король · e7 чорний пішак · f7 білий кінь · g7 білий слон · c6 білий пішак · e6 білий пішак · d5 біла тура · g5 чорний пішак · a4 чорний пішак · b4 чорний пішак · c4 чорний пішак · d4 чорний пішак · b3 чорний ферзь · f3 білий пішак · g2 чорний слон · d1 білий слон · f1 біла тура | d8 білий кінь · e8 чорний король · b7 білий король · e7 чорний пішак · f7 білий кінь · g7 білий слон · c6 білий пішак · e6 білий пішак · d5 біла тура · g5 чорний пішак · a4 чорний пішак · b4 чорний пішак · c4 чорний пішак · d4 чорний пішак · b3 чорний ферзь · f3 білий пішак · g2 чорний слон · d1 білий слон · f1 біла тура | d8 білий кінь · e8 чорний король · b7 білий король · e7 чорний пішак · f7 білий кінь · g7 білий слон · c6 білий пішак · e6 білий пішак · d5 біла тура · g5 чорний пішак · a4 чорний пішак · b4 чорний пішак · c4 чорний пішак · d4 чорний пішак · b3 чорний ферзь · f3 білий пішак · g2 чорний слон · d1 білий слон · f1 біла тура | 5 |
| 4 | d8 білий кінь · e8 чорний король · b7 білий король · e7 чорний пішак · f7 білий кінь · g7 білий слон · c6 білий пішак · e6 білий пішак · d5 біла тура · g5 чорний пішак · a4 чорний пішак · b4 чорний пішак · c4 чорний пішак · d4 чорний пішак · b3 чорний ферзь · f3 білий пішак · g2 чорний слон · d1 білий слон · f1 біла тура | d8 білий кінь · e8 чорний король · b7 білий король · e7 чорний пішак · f7 білий кінь · g7 білий слон · c6 білий пішак · e6 білий пішак · d5 біла тура · g5 чорний пішак · a4 чорний пішак · b4 чорний пішак · c4 чорний пішак · d4 чорний пішак · b3 чорний ферзь · f3 білий пішак · g2 чорний слон · d1 білий слон · f1 біла тура | d8 білий кінь · e8 чорний король · b7 білий король · e7 чорний пішак · f7 білий кінь · g7 білий слон · c6 білий пішак · e6 білий пішак · d5 біла тура · g5 чорний пішак · a4 чорний пішак · b4 чорний пішак · c4 чорний пішак · d4 чорний пішак · b3 чорний ферзь · f3 білий пішак · g2 чорний слон · d1 білий слон · f1 біла тура | d8 білий кінь · e8 чорний король · b7 білий король · e7 чорний пішак · f7 білий кінь · g7 білий слон · c6 білий пішак · e6 білий пішак · d5 біла тура · g5 чорний пішак · a4 чорний пішак · b4 чорний пішак · c4 чорний пішак · d4 чорний пішак · b3 чорний ферзь · f3 білий пішак · g2 чорний слон · d1 білий слон · f1 біла тура | d8 білий кінь · e8 чорний король · b7 білий король · e7 чорний пішак · f7 білий кінь · g7 білий слон · c6 білий пішак · e6 білий пішак · d5 біла тура · g5 чорний пішак · a4 чорний пішак · b4 чорний пішак · c4 чорний пішак · d4 чорний пішак · b3 чорний ферзь · f3 білий пішак · g2 чорний слон · d1 білий слон · f1 біла тура | d8 білий кінь · e8 чорний король · b7 білий король · e7 чорний пішак · f7 білий кінь · g7 білий слон · c6 білий пішак · e6 білий пішак · d5 біла тура · g5 чорний пішак · a4 чорний пішак · b4 чорний пішак · c4 чорний пішак · d4 чорний пішак · b3 чорний ферзь · f3 білий пішак · g2 чорний слон · d1 білий слон · f1 біла тура | d8 білий кінь · e8 чорний король · b7 білий король · e7 чорний пішак · f7 білий кінь · g7 білий слон · c6 білий пішак · e6 білий пішак · d5 біла тура · g5 чорний пішак · a4 чорний пішак · b4 чорний пішак · c4 чорний пішак · d4 чорний пішак · b3 чорний ферзь · f3 білий пішак · g2 чорний слон · d1 білий слон · f1 біла тура | d8 білий кінь · e8 чорний король · b7 білий король · e7 чорний пішак · f7 білий кінь · g7 білий слон · c6 білий пішак · e6 білий пішак · d5 біла тура · g5 чорний пішак · a4 чорний пішак · b4 чорний пішак · c4 чорний пішак · d4 чорний пішак · b3 чорний ферзь · f3 білий пішак · g2 чорний слон · d1 білий слон · f1 біла тура | 4 |
| 3 | d8 білий кінь · e8 чорний король · b7 білий король · e7 чорний пішак · f7 білий кінь · g7 білий слон · c6 білий пішак · e6 білий пішак · d5 біла тура · g5 чорний пішак · a4 чорний пішак · b4 чорний пішак · c4 чорний пішак · d4 чорний пішак · b3 чорний ферзь · f3 білий пішак · g2 чорний слон · d1 білий слон · f1 біла тура | d8 білий кінь · e8 чорний король · b7 білий король · e7 чорний пішак · f7 білий кінь · g7 білий слон · c6 білий пішак · e6 білий пішак · d5 біла тура · g5 чорний пішак · a4 чорний пішак · b4 чорний пішак · c4 чорний пішак · d4 чорний пішак · b3 чорний ферзь · f3 білий пішак · g2 чорний слон · d1 білий слон · f1 біла тура | d8 білий кінь · e8 чорний король · b7 білий король · e7 чорний пішак · f7 білий кінь · g7 білий слон · c6 білий пішак · e6 білий пішак · d5 біла тура · g5 чорний пішак · a4 чорний пішак · b4 чорний пішак · c4 чорний пішак · d4 чорний пішак · b3 чорний ферзь · f3 білий пішак · g2 чорний слон · d1 білий слон · f1 біла тура | d8 білий кінь · e8 чорний король · b7 білий король · e7 чорний пішак · f7 білий кінь · g7 білий слон · c6 білий пішак · e6 білий пішак · d5 біла тура · g5 чорний пішак · a4 чорний пішак · b4 чорний пішак · c4 чорний пішак · d4 чорний пішак · b3 чорний ферзь · f3 білий пішак · g2 чорний слон · d1 білий слон · f1 біла тура | d8 білий кінь · e8 чорний король · b7 білий король · e7 чорний пішак · f7 білий кінь · g7 білий слон · c6 білий пішак · e6 білий пішак · d5 біла тура · g5 чорний пішак · a4 чорний пішак · b4 чорний пішак · c4 чорний пішак · d4 чорний пішак · b3 чорний ферзь · f3 білий пішак · g2 чорний слон · d1 білий слон · f1 біла тура | d8 білий кінь · e8 чорний король · b7 білий король · e7 чорний пішак · f7 білий кінь · g7 білий слон · c6 білий пішак · e6 білий пішак · d5 біла тура · g5 чорний пішак · a4 чорний пішак · b4 чорний пішак · c4 чорний пішак · d4 чорний пішак · b3 чорний ферзь · f3 білий пішак · g2 чорний слон · d1 білий слон · f1 біла тура | d8 білий кінь · e8 чорний король · b7 білий король · e7 чорний пішак · f7 білий кінь · g7 білий слон · c6 білий пішак · e6 білий пішак · d5 біла тура · g5 чорний пішак · a4 чорний пішак · b4 чорний пішак · c4 чорний пішак · d4 чорний пішак · b3 чорний ферзь · f3 білий пішак · g2 чорний слон · d1 білий слон · f1 біла тура | d8 білий кінь · e8 чорний король · b7 білий король · e7 чорний пішак · f7 білий кінь · g7 білий слон · c6 білий пішак · e6 білий пішак · d5 біла тура · g5 чорний пішак · a4 чорний пішак · b4 чорний пішак · c4 чорний пішак · d4 чорний пішак · b3 чорний ферзь · f3 білий пішак · g2 чорний слон · d1 білий слон · f1 біла тура | 3 |
| 2 | d8 білий кінь · e8 чорний король · b7 білий король · e7 чорний пішак · f7 білий кінь · g7 білий слон · c6 білий пішак · e6 білий пішак · d5 біла тура · g5 чорний пішак · a4 чорний пішак · b4 чорний пішак · c4 чорний пішак · d4 чорний пішак · b3 чорний ферзь · f3 білий пішак · g2 чорний слон · d1 білий слон · f1 біла тура | d8 білий кінь · e8 чорний король · b7 білий король · e7 чорний пішак · f7 білий кінь · g7 білий слон · c6 білий пішак · e6 білий пішак · d5 біла тура · g5 чорний пішак · a4 чорний пішак · b4 чорний пішак · c4 чорний пішак · d4 чорний пішак · b3 чорний ферзь · f3 білий пішак · g2 чорний слон · d1 білий слон · f1 біла тура | d8 білий кінь · e8 чорний король · b7 білий король · e7 чорний пішак · f7 білий кінь · g7 білий слон · c6 білий пішак · e6 білий пішак · d5 біла тура · g5 чорний пішак · a4 чорний пішак · b4 чорний пішак · c4 чорний пішак · d4 чорний пішак · b3 чорний ферзь · f3 білий пішак · g2 чорний слон · d1 білий слон · f1 біла тура | d8 білий кінь · e8 чорний король · b7 білий король · e7 чорний пішак · f7 білий кінь · g7 білий слон · c6 білий пішак · e6 білий пішак · d5 біла тура · g5 чорний пішак · a4 чорний пішак · b4 чорний пішак · c4 чорний пішак · d4 чорний пішак · b3 чорний ферзь · f3 білий пішак · g2 чорний слон · d1 білий слон · f1 біла тура | d8 білий кінь · e8 чорний король · b7 білий король · e7 чорний пішак · f7 білий кінь · g7 білий слон · c6 білий пішак · e6 білий пішак · d5 біла тура · g5 чорний пішак · a4 чорний пішак · b4 чорний пішак · c4 чорний пішак · d4 чорний пішак · b3 чорний ферзь · f3 білий пішак · g2 чорний слон · d1 білий слон · f1 біла тура | d8 білий кінь · e8 чорний король · b7 білий король · e7 чорний пішак · f7 білий кінь · g7 білий слон · c6 білий пішак · e6 білий пішак · d5 біла тура · g5 чорний пішак · a4 чорний пішак · b4 чорний пішак · c4 чорний пішак · d4 чорний пішак · b3 чорний ферзь · f3 білий пішак · g2 чорний слон · d1 білий слон · f1 біла тура | d8 білий кінь · e8 чорний король · b7 білий король · e7 чорний пішак · f7 білий кінь · g7 білий слон · c6 білий пішак · e6 білий пішак · d5 біла тура · g5 чорний пішак · a4 чорний пішак · b4 чорний пішак · c4 чорний пішак · d4 чорний пішак · b3 чорний ферзь · f3 білий пішак · g2 чорний слон · d1 білий слон · f1 біла тура | d8 білий кінь · e8 чорний король · b7 білий король · e7 чорний пішак · f7 білий кінь · g7 білий слон · c6 білий пішак · e6 білий пішак · d5 біла тура · g5 чорний пішак · a4 чорний пішак · b4 чорний пішак · c4 чорний пішак · d4 чорний пішак · b3 чорний ферзь · f3 білий пішак · g2 чорний слон · d1 білий слон · f1 біла тура | 2 |
| 1 | d8 білий кінь · e8 чорний король · b7 білий король · e7 чорний пішак · f7 білий кінь · g7 білий слон · c6 білий пішак · e6 білий пішак · d5 біла тура · g5 чорний пішак · a4 чорний пішак · b4 чорний пішак · c4 чорний пішак · d4 чорний пішак · b3 чорний ферзь · f3 білий пішак · g2 чорний слон · d1 білий слон · f1 біла тура | d8 білий кінь · e8 чорний король · b7 білий король · e7 чорний пішак · f7 білий кінь · g7 білий слон · c6 білий пішак · e6 білий пішак · d5 біла тура · g5 чорний пішак · a4 чорний пішак · b4 чорний пішак · c4 чорний пішак · d4 чорний пішак · b3 чорний ферзь · f3 білий пішак · g2 чорний слон · d1 білий слон · f1 біла тура | d8 білий кінь · e8 чорний король · b7 білий король · e7 чорний пішак · f7 білий кінь · g7 білий слон · c6 білий пішак · e6 білий пішак · d5 біла тура · g5 чорний пішак · a4 чорний пішак · b4 чорний пішак · c4 чорний пішак · d4 чорний пішак · b3 чорний ферзь · f3 білий пішак · g2 чорний слон · d1 білий слон · f1 біла тура | d8 білий кінь · e8 чорний король · b7 білий король · e7 чорний пішак · f7 білий кінь · g7 білий слон · c6 білий пішак · e6 білий пішак · d5 біла тура · g5 чорний пішак · a4 чорний пішак · b4 чорний пішак · c4 чорний пішак · d4 чорний пішак · b3 чорний ферзь · f3 білий пішак · g2 чорний слон · d1 білий слон · f1 біла тура | d8 білий кінь · e8 чорний король · b7 білий король · e7 чорний пішак · f7 білий кінь · g7 білий слон · c6 білий пішак · e6 білий пішак · d5 біла тура · g5 чорний пішак · a4 чорний пішак · b4 чорний пішак · c4 чорний пішак · d4 чорний пішак · b3 чорний ферзь · f3 білий пішак · g2 чорний слон · d1 білий слон · f1 біла тура | d8 білий кінь · e8 чорний король · b7 білий король · e7 чорний пішак · f7 білий кінь · g7 білий слон · c6 білий пішак · e6 білий пішак · d5 біла тура · g5 чорний пішак · a4 чорний пішак · b4 чорний пішак · c4 чорний пішак · d4 чорний пішак · b3 чорний ферзь · f3 білий пішак · g2 чорний слон · d1 білий слон · f1 біла тура | d8 білий кінь · e8 чорний король · b7 білий король · e7 чорний пішак · f7 білий кінь · g7 білий слон · c6 білий пішак · e6 білий пішак · d5 біла тура · g5 чорний пішак · a4 чорний пішак · b4 чорний пішак · c4 чорний пішак · d4 чорний пішак · b3 чорний ферзь · f3 білий пішак · g2 чорний слон · d1 білий слон · f1 біла тура | d8 білий кінь · e8 чорний король · b7 білий король · e7 чорний пішак · f7 білий кінь · g7 білий слон · c6 білий пішак · e6 білий пішак · d5 біла тура · g5 чорний пішак · a4 чорний пішак · b4 чорний пішак · c4 чорний пішак · d4 чорний пішак · b3 чорний ферзь · f3 білий пішак · g2 чорний слон · d1 білий слон · f1 біла тура | 1 |
|   | a | b | c | d | e | f | g | h |   |

1. Sh6(Sh8)? L:f3!
1. Se5? c3!
1. S:g5! ~ 2. Sdf7! ~ 3. Td8#
1. ... D:f3 2. L:a4! ~ 3. c7#
          2. ... D~ 3. Tf8#
1. ... L:f3 2. Th1! ~ 3. Th8#
          2. ... Lh1 3. Lh5#
- — - — - — -
1. ...  c3 2. Tf5 ~ 3. Tf8#